# Verstelbare schroef

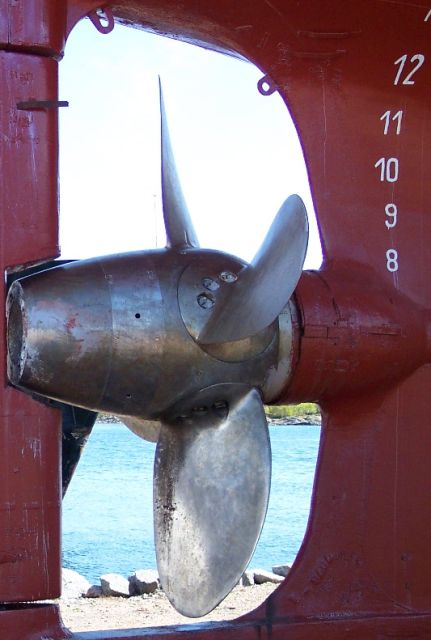
Verstelbare schroef.

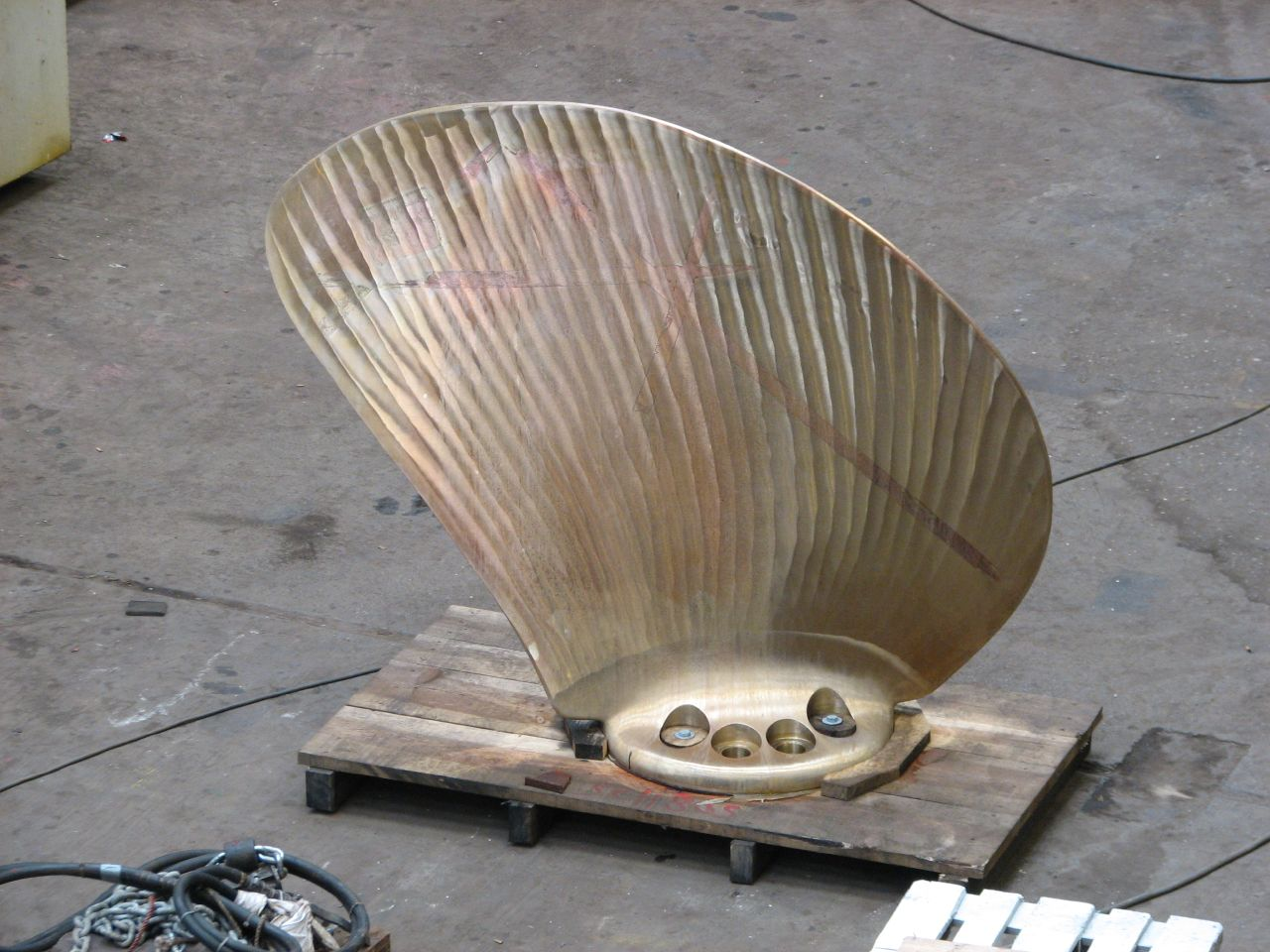
Blad van een verstelbare schroef.

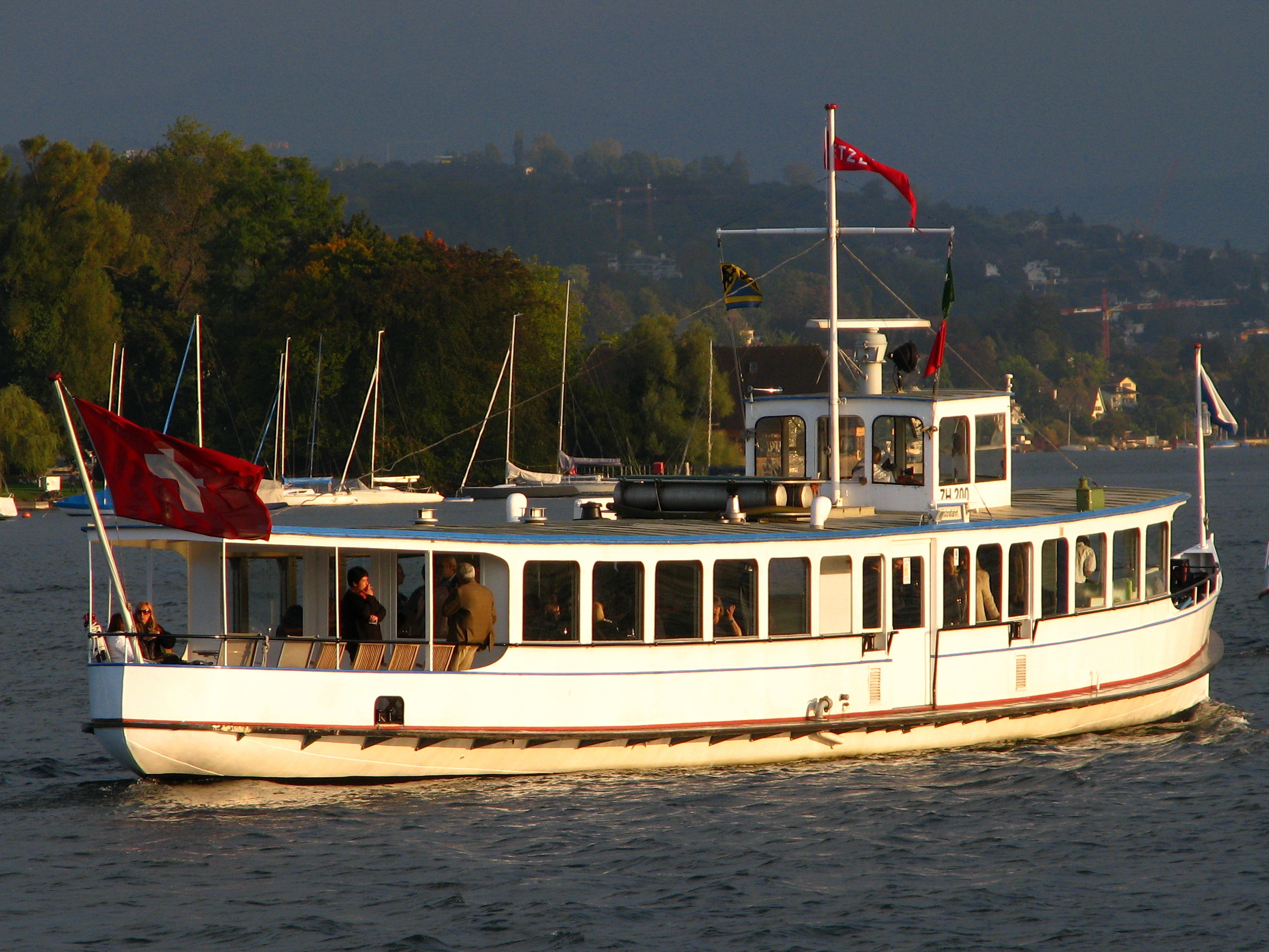
Het passagiersschip Etzel, uitgerust met de eerste verstelbare schroef in 1934 door Escher Wyss.

Een verstelbare schroef is een speciaal type schroef waarbij de schroefbladen om hun lengte-as kunnen draaien om daarmee de spoed te veranderen. Bij een vaste schroef wordt de snelheid van het schip geregeld door het toerental aan te passen. Om achteruit te varen wordt de draairichting van de motor omgedraaid met een omkeerinrichting. Bij een verstelbare schroef wordt dit bereikt door de spoed te veranderen door de schroefbladen rond hun as te draaien. De schroef en motor kunnen daardoor met een constant toerental blijven draaien.
De verstelbare schroef heeft vooral voordelen voor schepen die onder wisselende belasting draaien en veel moeten manoeuvreren. Een vaste schroef wordt ontworpen om bij een bepaald toerental de maximale efficiëntie te leveren. De bladhoek wordt gekozen om bij een bepaalde aanstroomsnelheid en toerental optimaal te zijn. Als nu de belasting stijgt — bijvoorbeeld doordat een sleepboot een sleep heeft — dan daalt de vaart van het schip bij gelijkblijvend toerental. De aanstroomhoek verandert daardoor, waardoor deze niet meer overeenkomt met de bladhoek en de efficiëntie daalt. Door nu de bladhoek aan te passen kan een grotere efficiëntie bereikt worden.
Een ander voordeel is dat de draairichting van de motor — waarbij deze eerst gestopt moet worden — niet veranderd hoeft te worden en er dus sneller gereageerd kan worden.
Voor schepen die lange tijd met een vaste snelheid en belasting varen is de efficiëntie van een vaste schroef hoger, wat de reden is dat veel tankers en containerschepen een vaste schroef hebben. Ook zijn verstelbare schroeven nog niet geschikt voor de hoge vermogens van dit soort schepen.
De eerste verstelbare schroef werd in 1934 door Escher Wyss geplaatst op het passagiersschip Etzel dat nog steeds vaart met deze schroef.